# Günter Fichtner
Günter Fichtner (* 21. Juni 1935 in Roth) ist ein deutscher Politiker (SPD).
Fichtner besuchte die Volksschule und das Gymnasium. Es folgte ein Praktikum bei den Leonischen Drahtwerken Roth und ein Studium der Architektur am Polytechnikum in München. Ende 1959 eröffnete er sein eigenes Architekturbüro. Er war langjähriger ehrenamtlicher Richter beim Verwaltungsgericht Ansbach.
1972 wurde Fichtner Kreisrat im Kreistag zu Roth sowie Kreisvorsitzender des SPD-Kreisverbands Roth. Er wurde 1976 Mitglied des Landesvorstands der bayerischen SPD und zum Landesvorsitzenden der Arbeitsgemeinschaft Selbständige in der SPD-Bayern gewählt. Von 1982 bis 1990 war er Mitglied des Bayerischen Landtags.